# 南慶敏
南慶敏（韓語：남경민，1987年10月27日—），本名南荷娜（남하나），韓國女演員。

## 生平
演員尹多勳的兩個女兒之一。
1987年10月27日出生。2009年7月使用徐志恩（서지은）作為藝名以時裝模特兒出道，2010年2月，在Rion Project的《Shiny day》的歌曲MV出現，該歌曲被收錄在手機遊戲《Rhythm Star 2》的原聲帶中。同年3月，她在KBS電視劇《灰姑娘的姐姐》中出現，並且在2011年4月以南慶敏作為藝名開始演藝事業。之後也陸續在一些電影、舞台劇、音樂劇中出現。

## 學歷
- 2000年2月 京畿道利川小學 畢業
- 2003年2月 首爾木洞中學 畢業
- 2006年2月 首爾梨花女子高中 畢業
- 2010年2月 西京大學戲劇電影系 畢業

## 出演作品

### 時裝秀
- 《엠넷KMTV 서머 스페셜 패션 쇼》(2009年)

### MV
- 《Shiny day》(2010年) ... (Rion Project - feat. 서가영)

### 電視劇
- 《灰姑娘的姐姐》(KBS2, 2010年) ... 飾演 許南兒
- 《千日的約定》(SBS, 2011年)
- 《學校2013》(KBS2, 2012年 ~ 2013年) ... 飾演 南慶敏
- 《KBS特別獨幕劇 - 你是來到我身邊的星》(KBS2, 2013年) ... 飾演 姜美 (姜石的妹妹)
- 《結婚三次的女人》(SBS, 2013年 ~ 2014年) ... 飾演 荷娜
- 《今天開始我愛你》(KBS2, 2015年)
- 《打架吧鬼神》(tvN, 2016年) ... 飾演 鄭護士

### 電影
- 《與敵同寢》(2011年) ... 飾演 年輕女子
- 《朝鮮魔術師》(2015年) ... 飾演 侍女

### 舞台劇
- 《마지막 주방 상궁 한희순》(2011年) ... 飾演 金命吉尙宮 (主演)
- 《마지막 어린 상궁 성옥염》(2011年) ... 飾演 洪貞順
- 《대한제국 조선 융희양제 이왕 순종》(2011年) ... 飾演 純貞孝皇后 (主演)

### 音樂劇
- 《진짜 진짜 좋아해》(2011年)

### 電視節目
- 《MBC 창사 50주년 특별기획 - 타임 : 새드 무비를 아시나요?》(MBC, 2011年)
- 《2013 추석특집 짝 스타 애정촌》(SBS, 2013年) ... 5號女子

### 廣播節目
- 《EBS 책 읽는 라디오 낭독 시리즈》(EBS FM, 2016年)

## 相關連結
- 南慶敏的X（前Twitter）
- 연기자 남경민 공식 팬 카페 （页面存档备份，存于）
- [http://people.search.naver.com/search.naver?where=nexearch&sm=tab_ppn&query=%EB%82%A8%EA%B2%BD%EB%AF%BC&os=181931&ie=utf8&key=PeopleService 네이버 인물정보 - 남경민